# Антонов, Владимир Семёнович
Влади́мир Семёнович Анто́нов (28 июня [11 июля] 1909, Капеллы, Аткарский район — 9 мая 1993, Москва) — русский советский военачальник, Герой Советского Союза (1945). Генерал-майор (11.07.1945).

## Биография
Родился 15 (28) июля 1909 года на железнодорожной станции Капеллы, ныне Аткарского района Саратовской области, в семье железнодорожника. Окончил школу 2-й ступени в Аткарске в 1926 году, в 1924 году руководил в городе первыми пионерскими отрядами. Работал на дровяном складе, элеваторе, в Аткарском уездном комитете комсомола.

### Довоенная служба
На военную службу в ноябре 1928 года был направлен по комсомольской путёвке. Проходил службу в Войсках ОГПУ. Сначала был направлен в пограничные войска, красноармейцем в 21-й Ямпольский пограничный отряд ОГПУ. В ноябре 1929 года переведён в 6-й кавалерийский полк ОГПУ в Харькове, в котором был командиром отделения, помощником командира взвода, старшиной полковой школы, командиром взвода (с 1931), начальником полковой школы. В 1931 году экстерном окончил Харьковскую школу червоных старшин имени ВУЦИК.
В 1937 году направлен на учёбу в академию, в 1940 году окончил Военную академию РККА имени М. В. Фрунзе. В 1940 году был направлен в 1-й отдельный Белостокский мотострелковый полк НКВД Управления НКВД по Латвийской ССР, дислоцированный в Каунасе. Служил начальником штаба полка, с мая по июнь 1941 года временно исполнял обязанности командира полка. Член ВКП(б) с 1938 года.

### Участие в Великой Отечественной войне
С первых дней Великой Отечественной войны майор В. С. Антонов принимал участие в боях. Его полк был передан в Управление НКВД по охране тыла Северо-Западного фронта, вёл тяжёлые оборонительные бои в под Каунасом, Полоцком. В начале августа 1941 года был переведён из НКВД СССР в Красную Армию и назначен начальником штаба 912-го стрелкового полка 243-й стрелковой дивизии 29-й армии Северо-Западного фронта. Однако начало его военной карьеры оказалось неудачным: в бою 17 августа у станции Старая Торопа в Калининской области он был ранен, а в конце августа снят с должности и отдан под суд «за плохую организацию разведки, вследствие чего было взято в плен несколько красноармейцев». Приговором военного трибунала 29-й армии 1 сентября 1941 года осужден к 5 годам исправительно-трудовых лагерей с отсрочкой исполнения приговора.
9 сентября был назначен с понижением в должности командиром батальона 912-го стрелкового полка, вскоре отличился в бою (батальон захватил господствующую высоту и 3 суток упорно держал на ней оборону, отбив несколько атак). 16 сентября опять назначен начальником штаба 1-го мотострелкового полка НКВД смешанной мотострелковой бригады 29-й армии. Участвовал в Калининской оборонительной и Калининской наступательной операциях. Решением военного трибунала от 9 декабря 1941 года за проявленное в боях мужество судимость с Антонова была снята.
В ноябре 1941 года был назначен на должность командира 916-го стрелкового полка 247-й стрелковой дивизии 31-й армии, Антонов участвовал в наступательных действиях Московской битвы. В феврале 1942 года был тяжело ранен.
После лечения в марте 1942 года назначен командиром 162-й курсантской стрелковой бригады (формировалась в Московском военном округе), в апреле переведён на должность командира формирующейся там же 256-й стрелковой бригады. В августе 1942 году убыл с бригадой на Закавказский фронт. Принимал участие в тяжёлых оборонительных боях битвы за Кавказ, в частности, в Моздок-Малгобекской оборонительной операции. Был обвинён в невыполнении приказа и сдаче города Малгобек противнику, 13 октября 1942 года снят с должности, а 28 октября осужден военным трибуналом Северной группы войск Закавказского фронта к 10 годам исправительно-трудовых лагерей с отсрочкой исполнения приговора (уже второй раз за войну!).
В ноябре 1942 года назначен заместителем командира 84-й отдельной морской стрелковой бригады. В начавшейся 1 января 1943 года Северо-Кавказской наступательной операции проявил отвагу и умелое командование, за что постановлением Военного совета Северо-Кавказского фронта от 23 января 1943 года судимость с него была снята.  С мая 1943 года командовал 19-й стрелковой и 34-й морской стрелковой бригадами на Северо-Кавказском фронте, освобождал Кавказ и Кубань.
В июне 1943 года Владимир Антонов был назначен командиром сформированной на фронте 301-й стрелковой дивизии, и командовал этой дивизией до конца войны. Дивизия вскоре была передана в состав 5-й ударной армии Южного фронта (с октября 1943 — 4-й Украинский фронт), участвовала в Донбасской, Мелитопольской, Никопольско-Криворожской операциях. Дивизия особенно отличилась при освобождении городов Макеевка и Сталино, за что в сентябре 1943 года удостоена почётного наименования «Сталинская». В сентябре 1943 года в Донбассе был контужен.
В марте 1944 года дивизия была передана в 57-ю армию 3-го Украинского фронта, в составе которой отличилась в Одесской и Ясско-Кишиневской наступательных операциях. В последней из этих операций бойцы 301-й стрелковой дивизии уничтожили штаб 30-го немецкого армейского корпуса, командир корпуса генерал-лейтенант Георг Постель был взят в плен. Всего же в этой операции дивизия взяла 2548 пленных, ещё 4370 немецких и румынских солдат были уничтожены. В сентябре 1944 года 301-я стрелковая дивизия вновь была переподчинена 5-й ударной армии, которая затем была переброшена на 1-й Белорусский фронт.
Командир 301-й стрелковой дивизии 9-го стрелкового корпуса 5-й ударной армии 1-го Белорусского фронта полковник В. С. Антонов особенно успешно действовал в  Висло-Одерской наступательной операции. 14 января 1945 год] дивизия перешла в наступление с Магнушевского плацдарма и прорвала оборону противника, готовившуюся с августа 1944 года. В течение четырёх суток дивизия наступала, отбивая многочисленные контратаки врага. Задача дивизией была успешно выполнена, в прорыв двинулись другие войска. Во время этих боёв дивизия уничтожила до 1 200 солдат врага, 20 танков и штурмовых орудий, а также захватила 4 склада.
Указом № 5657 Президиума Верховного Совета СССР от 6 апреля 1945 года за умелое руководство частями дивизии при прорыве обороны противника на Магнушевском плацдармеи проявленные при этом храбрость и мужество, полковнику Владимиру Семёновичу Антонову присвоено звание Героя Советского Союза с вручением ордена Ленина и медали «Золотая Звезда».
С апреля по май 1945 года дивизия принимала участие в Берлинской наступательной операции и в штурме Берлина. Ею был занят с боем пригород Берлина Карлсхорст. Постановлением № 1683 Совета народных комиссаров СССР от 11 июля 1945 года полковнику В. С. Антонову присвоено воинское звание «генерал-майор».

### Послевоенная карьера
После Победы генерал-майор В. С. Антонов продолжил службу в Советской Армии, командовал той же дивизией. С декабря 1946 года служил начальником отдела боевой подготовки 8-й гвардейской армии в Группе советских оккупационных войск в Германии. В декабре 1948 года убыл на учёбу. В 1950 году окончил Высшую военную академию имени К. Е. Ворошилова и был назначен начальником управления боевой и физической подготовки штаба Туркестанского военного округа. С января 1954 — исполняющий должность начальника управления боевой подготовки штаба Центральной группы войск, с июля того же года — первый заместитель начальника этого управления. С ноября 1954 года служил заместителем командира 79-го стрелкового корпуса (с марта 1955 — 23-й стрелковый корпус) в ГСВГ. С июня 1955 года — помощник командующего — начальник отдела боевой подготовки 3-й армии в ГСВГ. С января 1958 года был начальником военной кафедры Среднеазиатского политехнического института в городе Ташкенте Узбекской ССР. С ноября 1961 года — начальник Управления боевой подготовки штаба Гражданской обороны СССР.
В ноябре 1964 года генерал-майор В. С. Антонов уволен в запас. Жил в Москве, где и умер 9 мая 1993 года. Похоронен на Троекуровском кладбище (участок 3).

## Награды
- Медаль «Золотая Звезда» Героя Советского Союза (6.04.1945)[2]
- Два ордена Ленина (6.04.1945, 5.11.1954)
- Два ордена Красного Знамени (18.04.1942, 20.06.1949)
- Орден Суворова 2-й степени (29.05.1945)
- Орден Кутузова 2-й степени (17.09.1943)
- Орден Богдана Хмельницкого 2-й степени (13.09.1944)
- Два ордена Отечественной войны 1-й степени (20.03.1944, 11.03.1985)
- Орден Красной Звезды (3.11.1944)
- Медали, в том числе:
  - Медаль «За оборону Кавказа»
  - Медаль «За взятие Берлина»
  - Медаль «За освобождение Варшавы»
  - Медаль «За победу над Германией в Великой Отечественной войне 1941—1945 гг.»
  - Юбилейная медаль «Двадцать лет Победы в Великой Отечественной войне 1941—1945 гг.»
  - Юбилейная медаль «Тридцать лет Победы в Великой Отечественной войне 1941—1945 гг.»
  - Юбилейная медаль «Сорок лет Победы в Великой Отечественной войне 1941—1945 гг.»

Иностранные награды:
- Орден «Крест Грюнвальда» (ПНР)
- Медаль «За Варшаву 1939—1945» (ПНР)
- Медаль «За Одру, Нису и Балтику» (ПНР)
- Орден Тудора Владимиреску (СРР)

## Память
- «Почётный гражданин Донецка» (1993) — «за мужество и героизм, проявленные в годы Великой Отечественной войны в боях за освобождение Донецка и активное участие в военно-патриотическом воспитании трудящихся в честь 25-й годовщины освобождения Донбасса от гитлеровских захватчиков»[3][4][5].
- Бюст Героя установлен в городском парке-музее Аткарска[6].
- На здании школы № 3 Аткарска в 2015 году установлена мемориальная доска в часть её выпускника Героя Советского Союза генерал-майора В. С. Антонова[7].
- Именем В. С. Антонова названа улица в Донецке.

## Сочинения
- Антонов В. С. Путь к Берлину. — М., 1975.
- Антонов В. С. К последнему рубежу: О 301-й стрелковой дивизии. — М.: Воениздат, 1987. — 270 с. — (Военные мемуары)
- Антонов В. С. В боях на донецкой земле. // Военно-исторический журнал. — 1985. — № 10. — С.63-69.